# Manuel Pereira

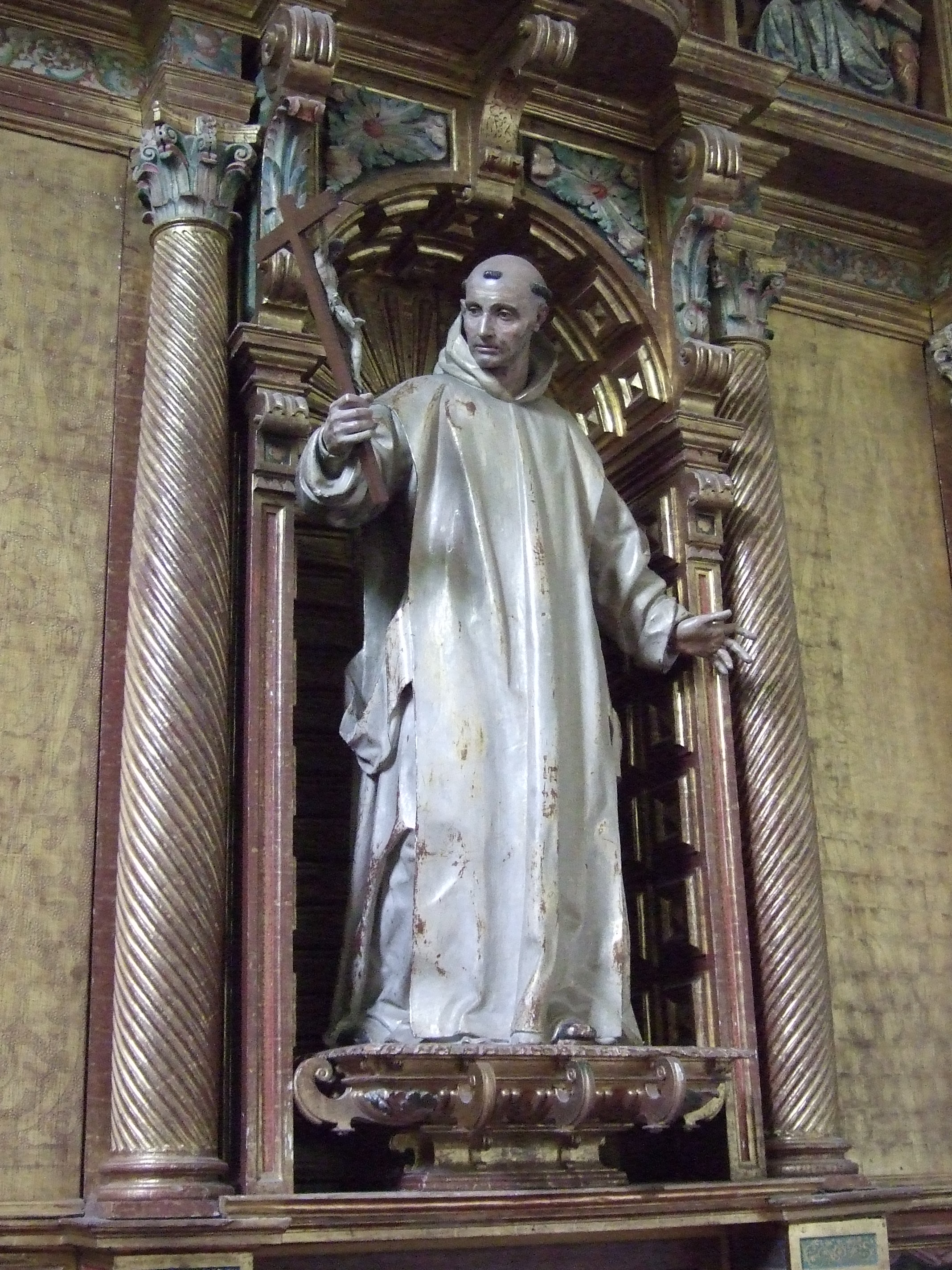
San Bruno realizado por Manuel Pereira, se encuentra en la Cartuja de Miraflores (Burgos).

Manuel Pereira (Oporto, 1588-Madrid, 29 de enero de 1683) fue un escultor barroco portugués avecindado en Madrid, donde realizó buena parte de su obra.

## Biografía
Nacido en Oporto en 1588, no se conoce otro dato de su vida y actividad hasta 1624, cuando ejecutó las estatuas en piedra de la iglesia de la Compañía de Jesús en Alcalá de Henares. Un año después se encontraba ya en Madrid, a donde se había trasladado en compañía de su madre y de su hermano Pantaleón Gómez, también escultor, que colaboró con él hasta su muerte en 1645. En 1625 contrajo matrimonio en Madrid con María González de Estrada, del que nacerán dos hijos, enviudando en 1639. En 1635 se encontraba en prisión por deudas, saliéndole fiadores el ensamblador Juan Bautista Garrido y el pintor Jusepe Leonardo, policromador de algunas de sus obras. 
En un curioso contrato, por el que el ensamblador y arquitecto Pedro de la Torre se comprometía en 1652 a realizar el retablo de la capilla del beato Simón de Rojas en la iglesia de la Trinidad de Madrid, se pone como condición que las esculturas han de ser de mano de Pereira o de Juan Sánchez Barba, «y no de ningún otro», condición que se repetiría en 1661 en el contrato de un retablo para el convento de la Merced con el ensamblador Juan de Ocaña. En ambos casos parece que el elegido fue Sánchez Barba, el único imaginero que podía competir en Madrid con Pereira en estos años. 
Obtuvo el nombramiento de Familiar del Santo Oficio, título que preferirá en su testamento al de escultor, para lo que hubo de presentar pruebas de limpieza de sangre. El mismo prurito nobiliario pondrá de manifiesto al casar a su hija Damiana con José de Mendieta, caballero de la Orden de Santiago, a la que también pertenecerán sus nietos, alegando un testigo «que él y sus ascendientes eran cavalleros fidalgos del Reyno de Portugal, donde havían exercido los oficios y ocupaciones que en aquel Reyno sólo pueden tener los cavalleros hixodalgos». Murió en Madrid en 1683, casi ciego y después de más de diez años de inactividad.
Discípulos o colaboradores fueron, además de su hermano Pantaleón ya citado, Manuel Correa, natural también de Oporto y doce años más joven, Manuel Delgado y el navarro José Martínez.

## Obra

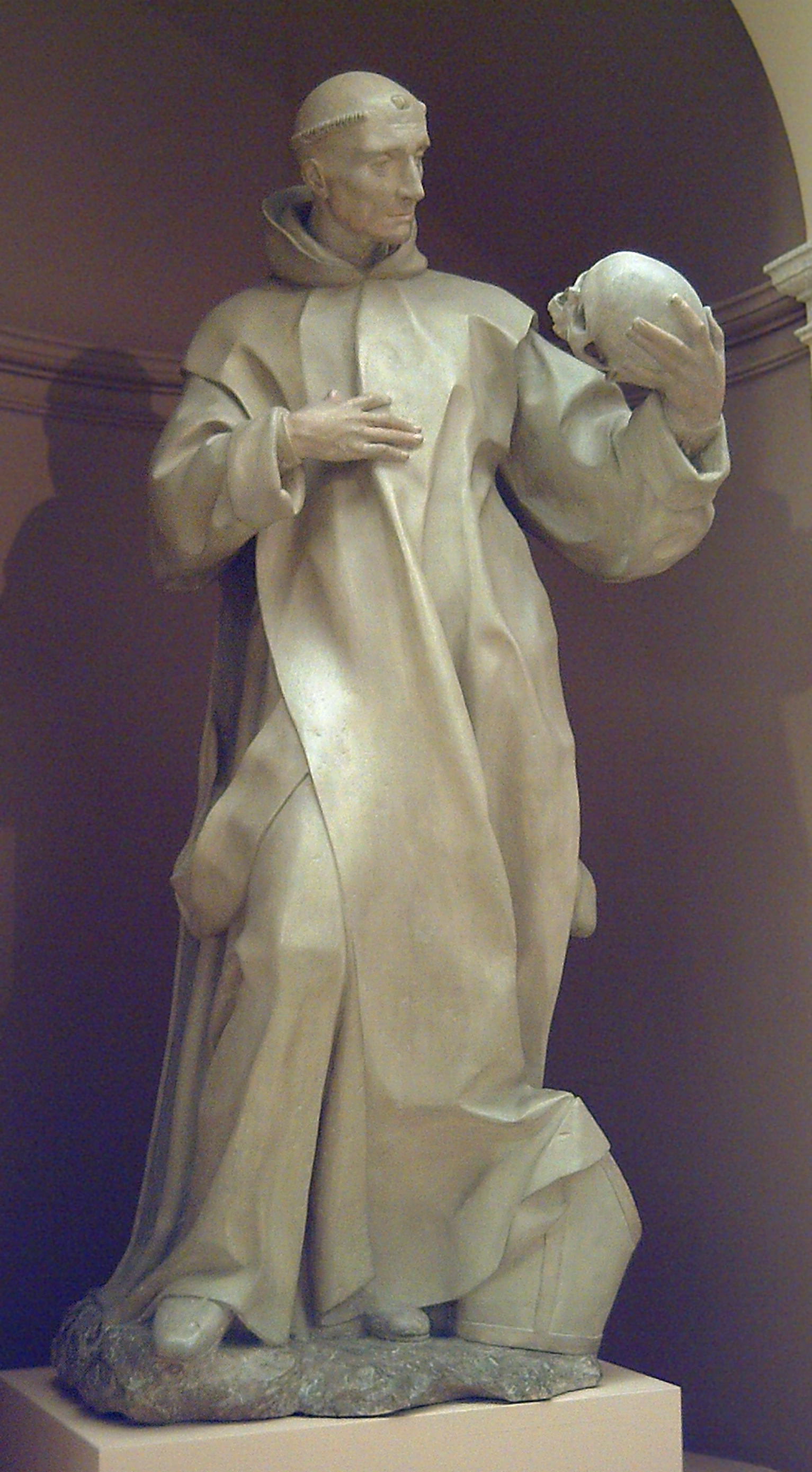
San Bruno. Real Academia de Bellas Artes de San Fernando

Aunque se supone que su formación tuvo lugar en Oporto Pereira se va a convertir en uno de los grandes representantes de la escuela madrileña de escultura. A excepción de un grupo de esculturas destinadas al convento portugués de Santo Domingo de Benfica, de las que se ocupó sin salir de Madrid en 1636 por encargo del conde de Figueiro, todas sus obras conocidas se distribuyen entre Madrid, Alcalá de Henares, Burgos, Segovia y otras localidades próximas. Pereira fue exclusivamente escultor, en piedra, alabastro o madera, no ocupándose nunca de la arquitectura de sus retablos ni del policromado. Tampoco se conocen relieves de su mano y su obra, aun trabajando para la corte, es casi exclusivamente religiosa, mencionándose tan solo la ejecución de una escultura de Neptuno fuera de ese género.
Establecido en la corte desde joven, su obra revela un espíritu clásico. En sus figuras de canon alargado, expresión sobria y sereno patetismo, evitará siempre la crudeza y el gesto desgarrado. Su primera obra conocida es de 1624, para la fachada de la iglesia de la Compañía de Jesús de Alcalá de Henares, donde realizó varias figuras de santos. A la manera de la escuela castellana, las figuras son de volúmenes amplios y pliegues secos y quebrados, pero en el San Bernardo que realizó en fecha poco posterior para la fachada de las Bernardas de la misma ciudad se encuentran ya las características de su propio estilo, quizá influido por Alonso Cano. Estas obras hechas en Alcalá le proporcionarán de inmediato notable fama y los siguientes encargos irán en la misma línea: estatuas en madera para retablos y santos en piedra para ocupar las hornacinas de las fachadas de iglesias y otros edificios públicos, como la Cárcel de Corte, destacando entre las conservadas el San Antonio de Padua de la iglesia de San Antonio de los Portugueses en Madrid (1647) y, muy especialmente, el San Bruno de la Hospedería que la Cartuja de El Paular tenía en la calle de Alcalá de Madrid (1652), actualmente en la Real Academia de Bellas Artes de San Fernando, talla ante la que, según Antonio Palomino, acostumbraba a detenerse el rey Felipe IV.
En madera realizó una serie de imágenes de gran realismo y de extraordinaria intensidad expresiva, entre las que se pueden destacar el San Marcos de la parroquial de Martín Muñoz de las Posadas (Segovia), en actitud mística, el San Antonio de Padua del retablo mayor de la iglesia de San Antonio de los Portugueses en Madrid, 1631, o el San Bruno de la Cartuja de Miraflores, anterior a 1635. Muy notables son también una serie de Cristos crucificados, de cuerpo estilizado y rostro intensamente emotivo, encabezados, al parecer, por el Crucifijo de la parroquia del Sagrario de la catedral de Sevilla. Consta que en 1646 don Alonso de Aguilar, regidor de Segovia, encargó a Pereira otro Cristo que había de seguir el modelo del que anteriormente había realizado para el obispo de la misma ciudad castellana. Este segundo Crucificado ha sido identificado con el llamado Cristo de Lozoya, actualmente localizado en la catedral de Segovia, que es, sin duda, el más célebre de la serie y aquel en el que Cristo se presenta con los brazos elevados en mayor tensión. Otro más, ricamente policromado, se encuentra en el Oratorio del Olivar de Madrid, diferente de los anteriores por la posición más abierta de los brazos. 
Suyas serán también las esculturas en madera que ocupan los altares de los machones en el madrileño Convento de San Plácido, con el ladeamiento de las cabezas y la estilización de los cuerpos que son características del maestro. Fueron célebres, además, algunas esculturas destruidas al estallar la guerra civil de 1936, entre ellas el Cristo del Perdón de los dominicos del Rosario de Madrid, según Palomino «cosa portentosa, a que ayudó mucho la encarnación, de mano de Camilo», del que existe una réplica, posiblemente del propio Pereira, en la capilla de los marqueses de Comillas en Cantabria, y la talla del santo titular en el retablo, labrado según trazas de Alonso Cano, de la iglesia de San Andrés. Para la capilla de San Isidro en la misma iglesia madrileña, iniciada su construcción en 1657, ejecutó una serie de santos labradores que, ya en el reinado de Carlos III, tras la expulsión de los jesuitas, pasaron a la iglesia del Colegio Imperial repintadas de blanco conforme a la moda neoclásica, resultando igualmente destruidas en 1936. 
Otras obras que se pueden relacionar con Pereira son una Inmaculada Concepción en el convento de Agustinas Recoletas de Pamplona, el Ecce Homo de las Carmelitas de Larrea (Vizcaya) y un crucifijo conservado en la iglesia de San Juan de Rabanera de Soria, lleno de tensión barroca y elevando su mirada hacia lo alto.

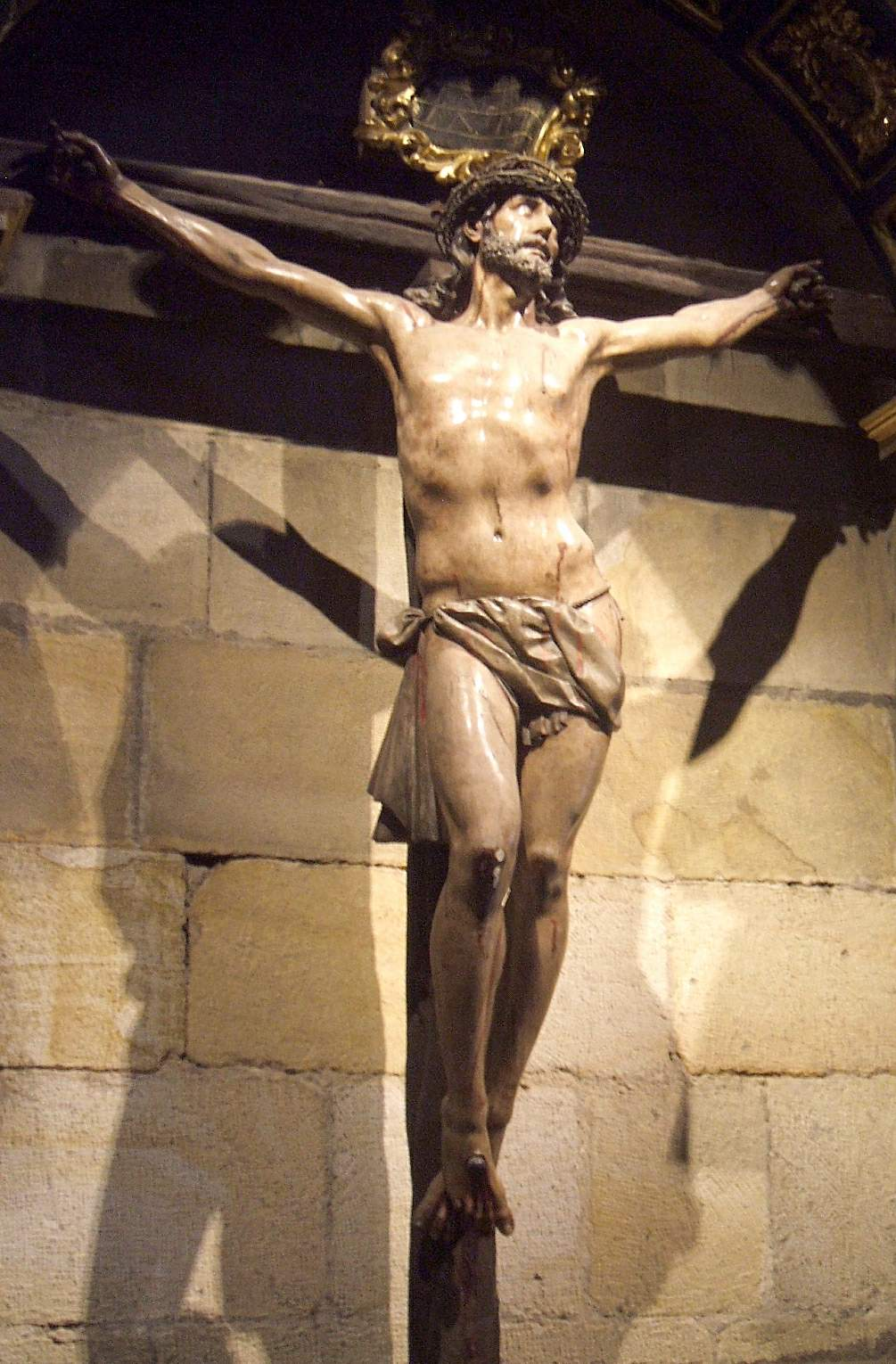
Cristo del Perdón (1655) en la Iglesia de San Juan de Rabanera de Soria
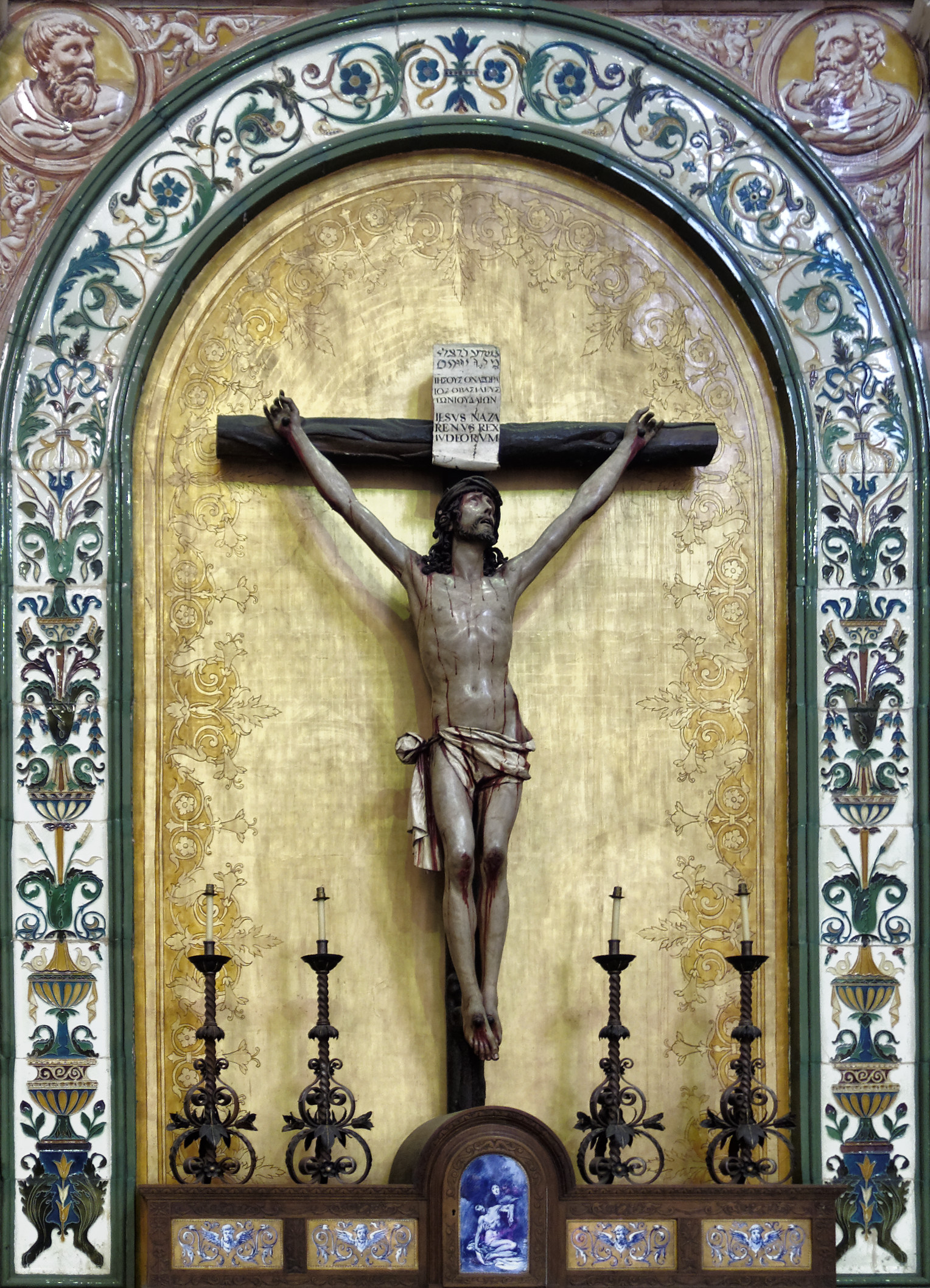
Crucifijo en altar de la capilla del Sagrario, catedral de Segovia
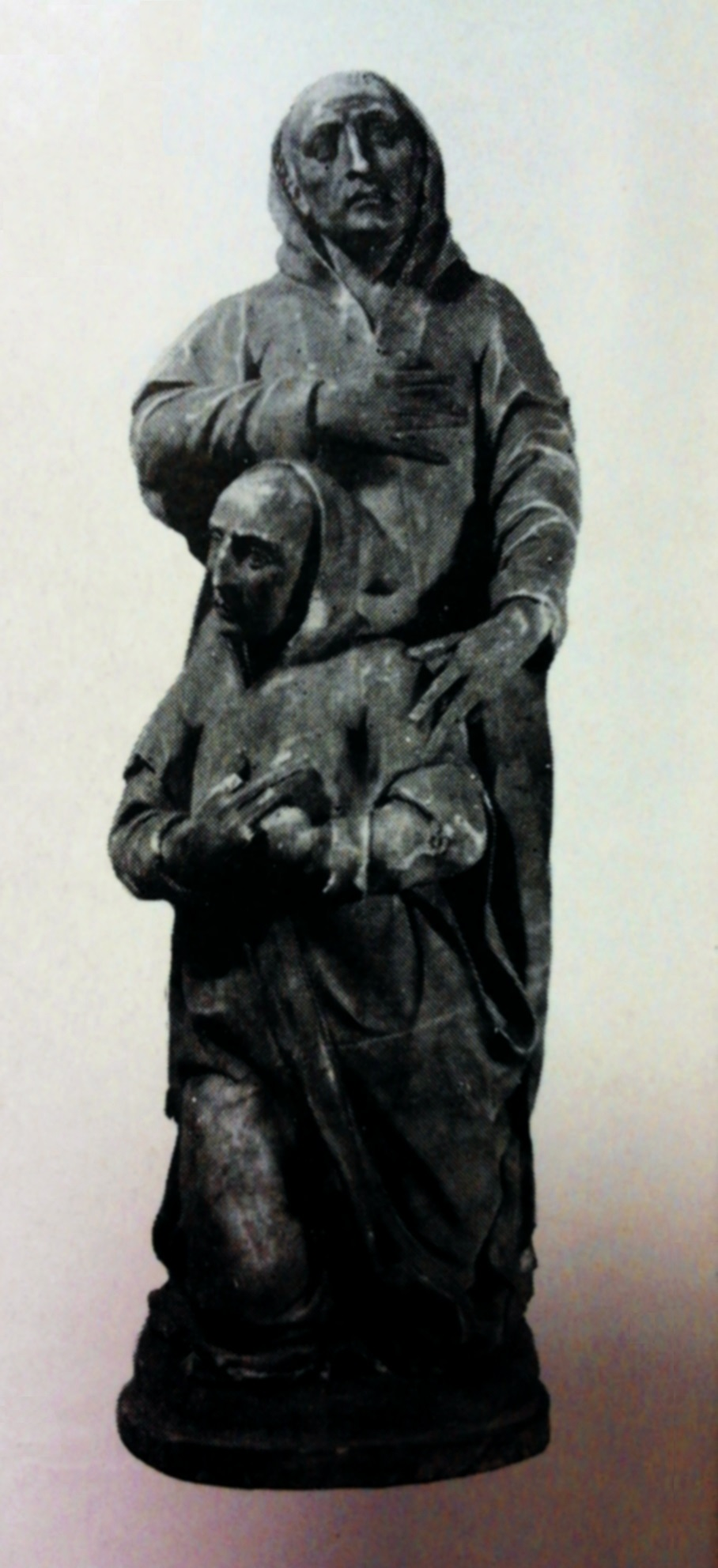
San Bruno y San Guido en el Museo Nacional de Varsovia
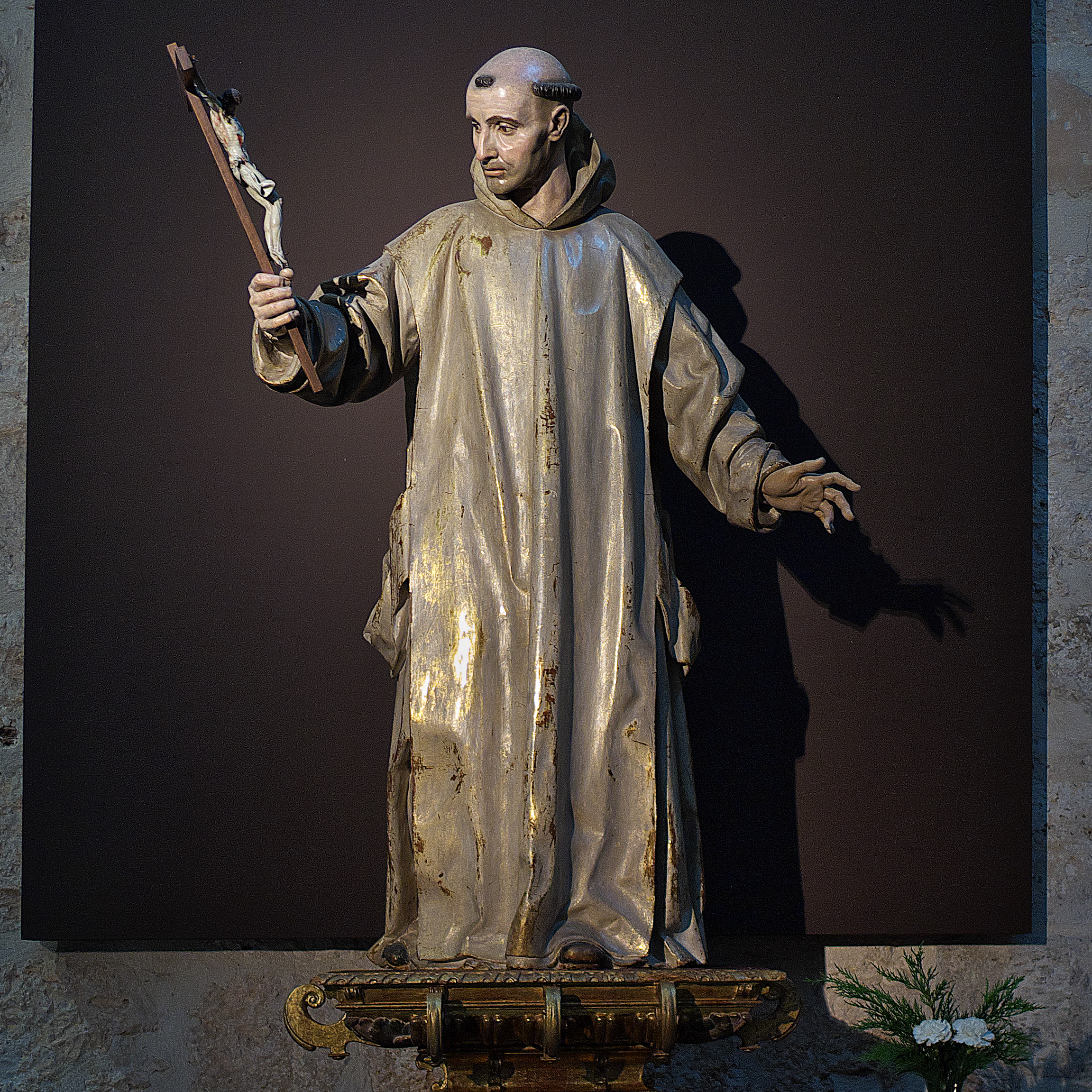
Cartuja de Miraflores